# 莲湖区

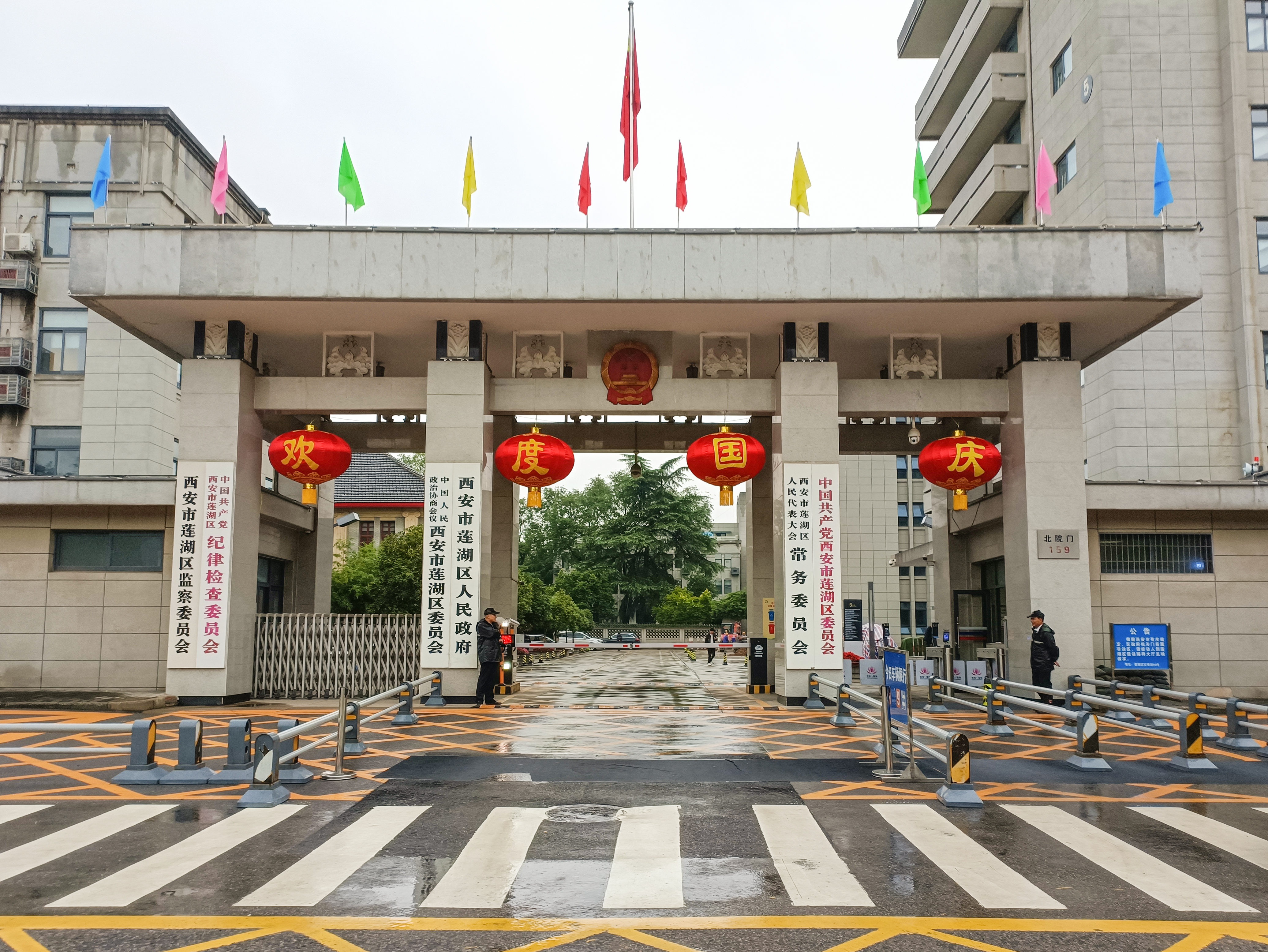
西安市莲湖区人民政府

莲湖区是陕西省西安市的一个市辖区，由莲湖公园而得名，是西安市城六区之一。位于西安市中偏西北部，东以北大街、北关正街与新城区相接；南以西大街、南广济街、大保吉巷、环城南路、丰惠路、劳动南路与碑林区相接，以南二环路、昆明路与雁塔区相接；西以西户铁路与长安区相接；北以大兴路、红庙坡路、纬二十六街与未央区相接。常住人口約102万人，区人民政府駐北院門街道。

## 行政区划
莲湖区下辖9个街道办事处：
青年路街道、北院门街道、北关街道、红庙坡街道、环城西路街道、西关街道、土门街道、桃园路街道和枣园街道。

## 人口
西安市第七次全国人口普查主要数据公报显示：莲湖区常住人口为1019102人，男性人口占比49.7%，女性人口占比50.3%，年龄结构中0-14岁占比14.55%，15-59岁占比67.56%，60岁以上占比17.89%，65岁以上占比12.06%。